# Сибирское барокко
Сибирское барокко — самое общее обозначение храмовой архитектуры Сибири XVIII века. По состоянию на 1803 год в Сибири насчитывалось 115 каменных храмов. Подавляющее их большинство принадлежало к провинциальному варианту русского барокко, испытавшему влияние украинского барокко и (в отдельных случаях) ламаистского декора. Наибольшее число памятников сохранилось в Иркутске, Тобольске и Томске. Первоначальные интерьеры уцелели только в Крестовой церкви Иркутска.
Сибирские церкви XVIII века, подобно большинству памятников московского узорочья и барокко, — бесстолпные. С западной стороны к ним примыкают трапезные с колокольнями. Для барочных памятников Сибири характерно стремление к живописному нагромождению последовательно уменьшающихся объёмов (по выражению А. Ю. Каптикова — «барочная переусложнённость форм»). Декоративная система отмечена оригинальными привнесениями, предположительно восточного происхождения (стрельчатые сандрики в виде пламени, ступообразные формы, колесо Дхармы).

## Истоки
В XVII веке каменное строительство в Сибири велось только в Тобольске и Абалаке. Это были древнерусские постройки с элементами господствовавшего в русской архитектуре тех лет узорочья. В духе нарышкинского барокко была выдержана самая ранняя каменная постройка Тюмени — Благовещенская церковь (1700—1704). Строившийся сразу вслед за ней Троицкий монастырь имеет много общего с украинским барокко. Объясняют это украинским происхождением сибирских иерархов того времени. Последующие сибирские храмы удержали некоторые конструктивные элементы украинского барокко, в частности, вертикально-сводчатые архитектурные решения. В литературе отмечается сходство первых тобольских памятников с уральскими храмами самого начала XVIII века, такими, как Далматов монастырь и собор в Верхотурье (единственный в своём роде памятник строгановского круга).
К числу первых каменных сооружений на востоке Сибири относятся Нерчинский Успенский монастырь (1712), Посольский Спасо-Преображенский монастырь (1718), Спасская и Богоявленская церкви в Иркутске, Богоявленская церковь и воеводский дом в Енисейске, Спасский монастырь в Якутске.

## История изучения
Наиболее самобытный памятник сибирского барокко — Крестовоздвиженская церковь Иркутска (1747—1758) — буддийскими элементами своего декора приковывала внимание уже дореволюционных исследователей русской архитектуры. Уникальный памятник пытались связать с пышным каменным кружевом храмов Соликамска и Сольвычегодска. Игорь Грабарь видел в этой церкви запоздалое провинциальное продолжение московского узорочья с его стремлением «приукрасить»: «наивное сочетание отголосков Москвы и Украины причудливо сплелось в густой узорчатый ковёр, с своеобразным привкусом соседнего Востока», — писал он. 
Термин «сибирское барокко» ввёл в оборот в 1924 году иркутский краевед Д. А. Болдырев-Казарин, писавший по поводу Крестовой церкви об «оргиастических безумствах», до которых доходили в обработке стен местные мастера, «разливая поток узорочья во всё многосаженное поле». Высказывая предположение об участии в строительных работах местных бурят, Болдырев-Казарин заявлял, что в Сибири «некоторые детали монгольской и китайской архитектуры принимают знакомые формы кокошников», в то время как «остяцкие, татарские и бухарские» влияния обуславливают специфику декора храмов в Ишиме, Ялуторовске и Таре.
Проблема восточных и украинских заимствований в сибирском зодчестве XVIII века занимала и исследователей советского времени. Отмечался «бурятский декор» иркутских храмов и подобие их объемно-планировочных решений тем, что использовались зодчими северорусских городов — Тотьмы и Великого Устюга. С точки зрения Т. С. Проскуряковой, правомерно выделять два «субрегиональных типа» ранней сибирской храмовой архитектуры — западносибирский (Тобольск, Тюмень, Зауралье) и восточносибирский (Иркутск). А. Ю. Каптиков также различает западно- и восточносибирские изводы барокко. Он видит в сибирском зодчестве XVIII века одну из провинциальных школ русского барокко — наряду с тотемско-устюжской, вятской и уральской.

## Памятники сибирского барокко
- Иоанно-Предтеченский собор в Екатеринбурге;
- Спасо-Преображенская церковь в Нижней Синячихе;
- Знаменская церковь в Тюмени;
- Спасская церковь в Тюмени;
- Сретенский собор в Ялуторовске;
- Крестовоздвиженская церковь в Тобольске;
- Церковь Захария и Елизаветы в Тобольске;
- Покровская церковь в Ханты-Мансийске;
- Богоявленский собор в Ишиме;
- Спасская церковь в Таре;
- Воскресенская церковь в Томске;
- Спасо-Преображенский собор в Новокузнецке;
- Собор Троицкого монастыря в Туруханске;
- Успенская церковь в Верхнеимбатском;
- Спасская церковь в Минусинске;
- Успенский собор в Енисейске;
- Покровская церковь в Красноярске;
- Свято-Троицкий собор в Канске;
- Владимирская церковь в Иркутске;
- Знаменская церковь в Иркутске;
- Крестовоздвиженская церковь в Иркутске;
- Тихвинская церковь в Иркутске;
- Троицкая церковь в Иркутске;
- Чудотворская церковь в Иркутске;
- Собор Спасо-Преображенского монастыря в Посольском;
- Одигитриевский собор в Улан-Удэ.